# Ugoszcz (gromada w powiecie węgrowskim)
Ugoszcz – dawna gromada, czyli najmniejsza jednostka podziału terytorialnego Polskiej Rzeczypospolitej Ludowej w latach 1954–1972.
Gromady, z gromadzkimi radami narodowymi (GRN) jako organami władzy najniższego stopnia na wsi, funkcjonowały od reformy reorganizującej administrację wiejską przeprowadzonej jesienią 1954 do momentu ich zniesienia z dniem 1 stycznia 1973, tym samym wypierając organizację gminną w latach 1954–1972.
Gromadę Ugoszcz z siedzibą GRN w Ugoszczy utworzono – jako jedną z 8759 gromad – w powiecie węgrowskim w woj. warszawskim, na mocy uchwały nr VI/10/22/54 WRN w Warszawie z dnia 5 października 1954. W skład jednostki weszły obszary dotychczasowych gromad Rostki i Ugoszcz ze zniesionej gminy Miedzna w powiecie węgrowskim oraz kolonia Glina z dotychczasowej gromady Maliszewa Stara i kolonia Lipki-Podborze z dotychczasowej gromady Lipki ze zniesionej gminy Chruszczewka w powiecie sokołowskim (woj. warszawskie). Dla gromady ustalono 11 członków gromadzkiej rady narodowej.
Gromadę zniesiono 31 grudnia 1959, a jej obszar włączono do gromady Wrotnów w tymże powiecie.